# Піхотенко Оксана Михайлівна
Оксана Михайлівна Піхотенко (1913, тепер Дніпропетровська область — 1996, Дніпропетровська область) — українська радянська діячка, новатор сільськогосподарського виробництва, свинарка колгоспу імені Щорса Софіївського району Дніпропетровської області. Депутат Верховної Ради УРСР 5-го скликання. Герой Соціалістичної Праці (26.02.1958).

## Біографія
Народилася у селянській родині. З початку 1930-х років працювала в колгоспі Сталіндорфського району Дніпропетровської області, була дояркою на фермі.
У 1941 році евакуйовувала колгоспну худобу за ріку Дніпро. У 1941—1943 роках проживала на окупованій німецькими військами території.
З 1943 року — колгоспниця рільничої бригади колгоспу Сталінського району Дніпропетровської області. Вибиралася головою сільського споживчого товариства. Деякий час працювала головою виконавчого комітету Новоподільської (Базавлучанської) сільської ради Сталінського району Дніпропетровської області. 
З початку 1950-х років — свинарка колгоспу імені Сталіна (потім — імені Щорса, імені ХХІІ з'їзду КПРС) Сталінського (тепер — Софіївського) району Дніпропетровської області. Зуміла досягнути збільшення приплоду із трьох до 27 поросят на кожну свиноматку.
З 1961 року — завідувачка свиноферми колгоспу імені ХХІІ з'їзду КПРС Софіївського району Дніпропетровської області.
Потім — на пенсії.

## Нагороди
- Герой Соціалістичної Праці (26.02.1958)
- орден Леніна (26.02.1958)
- медалі